# Oumar Touré
Oumar Touré (24 gennaio 1996) è un nuotatore maliano.

## Biografia
Ha partecipato ai campionati mondiali di nuoto di Barcellona 2013 gareggiando nei 50 e 100 metri farfalla. In entrambi i casi è stato eliminato nelle batterie.
Ha rappresentato il Mali ai Giochi olimpici di Rio de Janeiro 2016 nel concorso dei 100 metri farfalla, concludendo al quarantunesimo posto, eliminato in batteria.
Ai mondiali di Budapest 2017 è stato squalificato nella gara dei 50 metri farfalla. Nelle batterie dei 100 metri farfalla ha terminato al terzo posto nella sua batteria con il tempo di 57"52, che tuttavia non gli ha permesso di accedere alle semifinali.